# Saint-Plaisir
 (avril 2025).
 (avril 2025).
Si vous disposez d'ouvrages ou d'articles de référence ou si vous connaissez des sites web de qualité traitant du thème abordé ici, merci de compléter l'article en donnant les références utiles à sa vérifiabilité et en les liant à la section « Notes et références ».
Saint-Plaisir est une commune française, située dans le département de l'Allier en région Auvergne-Rhône-Alpes.
Les habitants se nomment les Saint-Plaisirois ou plus communément les Cocheriaux (allusion à d'abondantes cueillettes de cocherelles (espèce de champignons) sur la commune).

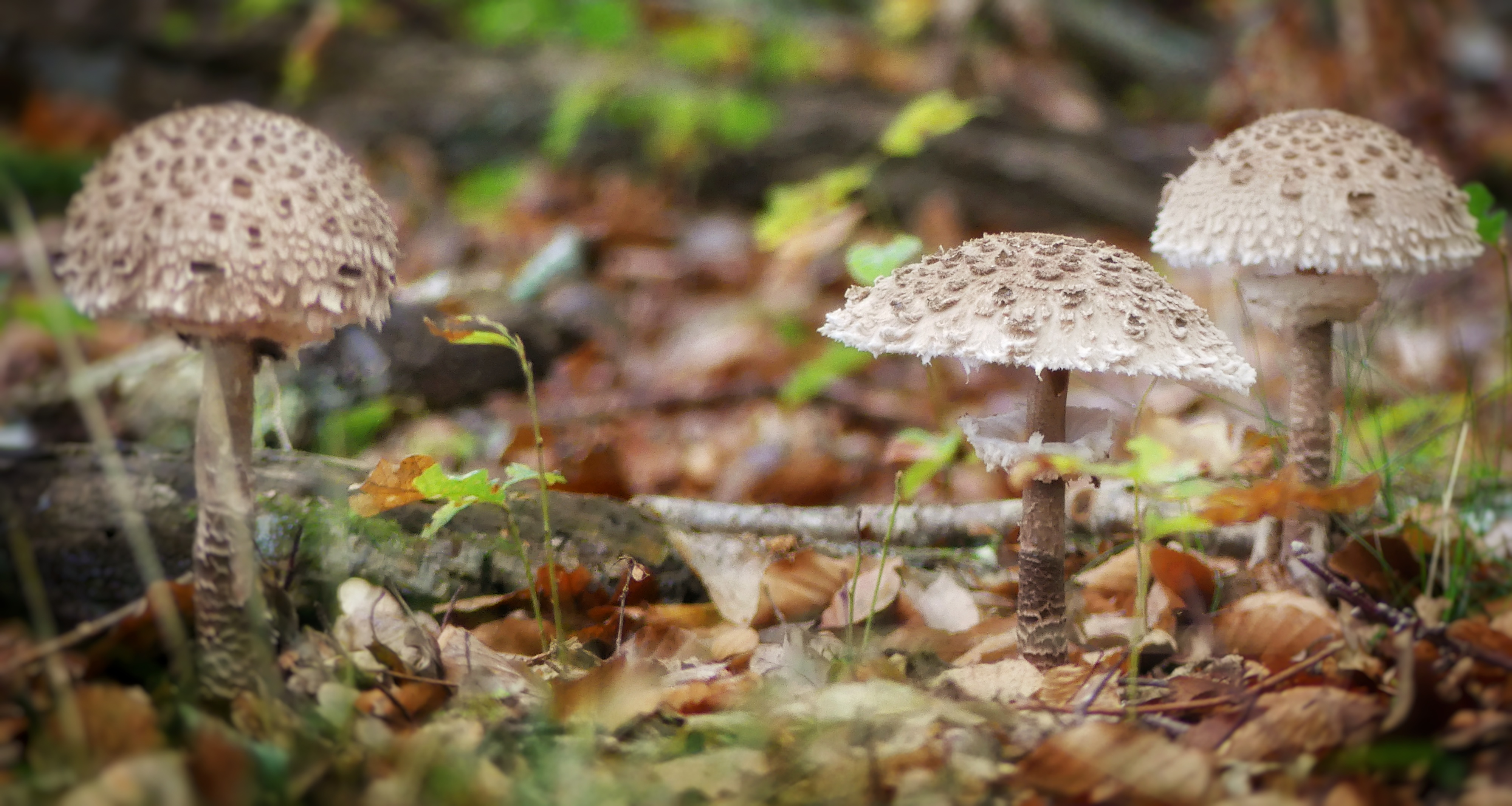
Cocherelles typiques du Bourbonnais en forêt de Civrais (Saint-Plaisir).

## Géographie
Saint-Plaisir se situe juste au nord-ouest de Bourbon-l'Archambault dans le bocage bourbonnais, dans le nord du département de l'Allier, à 30 km à vol d'oiseau à l'ouest-nord-ouest de Moulins.
La commune s'étend sur 5 234 hectares, dont 1 130 hectares de forêt (Civrais, Champroux). Le bocage caractérise le paysage. L'altitude au centre du bourg est de 248 m.
La commune de Saint-Plaisir est traversée par trois rivières : le Cottignon (anciennement nommé Luzin avant 1789) et le Pont-Lung qui se jettent dans la Bieudre. Il existe également plusieurs étangs : étang des Monsiaux, étang Dumy, étang des Loups (anciennement étang des souches) ainsi que d'autres plus petits points d'eaux appartenant à des domaines/fermes.
Les élevages de bovins allaitants (environ cinq mille têtes) et d'ovins (plus de deux mille cinq cents reproducteurs) dominent la production agricole de la commune.
Le climat de Saint-Plaisir est tempéré.
Villages et lieux-dits :
- Provenchère, à 1 km à l'ouest du bourg, sur la D14 (route de Couleuvre) ;
- Grasset, à 3 km à l'ouest du bourg, sur la D14, à l'intersection d'une route traversant la forêt de Civrais vers Cérilly ;
- Gennetines, à 4 km à l'ouest du bourg, sur la D14 (route de Couleuvre), à 274 m d'altitude ;
- la Faix, à 3 km à l'ouest du bourg, sur la D128 (route de Theneuille), à 258 m d'altitude ;
- Bouillole, à 4,25 km au sud-ouest du bourg, sur la D17 (route de Theneuille), à 276 m d'altitude ;
- les Grands Cris, à 3,5 km au sud du bourg, sur la D228 (route de Bourbon-l'Archambault), à 296 m d'altitude ;
- Tilly, à 1,5 km au nord du bourg, sur la D234 (route de Couleuvre), à 242 m d'altitude ;
- Trancheronde, à 2,5 km à l'est du bourg, sur la D14 (route de Bourbon), à 263 m d'altitude ;
- les Theilles, à 2,7 km au sud est du bourg, sur la D135 (route de Bourbon), à 284 m d'altitude ;
- Gondoux, à 3,6 km au sud du bourg, sur la D17 (route de Cérilly), à 279 m d'altitude.

### Communes limitrophes
Ses communes limitrophes sont :
| Couleuvre  |               | Pouzy-Mésangy         |
|            | Saint-Plaisir | Franchesse            |
| Theneuille | Ygrande       | Bourbon-l'Archambault |

### Climat
Pour des articles plus généraux, voir Climat d'Auvergne-Rhône-Alpes et Climat de l'Allier.
En 2010, le climat de la commune est de type climat océanique dégradé des plaines du Centre et du Nord, selon une étude du CNRS s'appuyant sur une série de données couvrant la période 1971-2000. En 2020, Météo-France publie une typologie des climats de la France métropolitaine dans laquelle la commune est exposée à un climat océanique altéré et est dans une zone de transition entre les régions climatiques « Centre et contreforts nord du Massif Central » et « Ouest et nord-ouest du Massif Central ».
Pour la période 1971-2000, la température annuelle moyenne est de 10,9 °C, avec une amplitude thermique annuelle de 16,3 °C. Le cumul annuel moyen de précipitations est de 812 mm, avec 11,4 jours de précipitations en janvier et 7,3 jours en juillet. Pour la période 1991-2020, la température moyenne annuelle observée sur la station météorologique de Météo-France la plus proche, « Bourbon_sapc », sur la commune de Bourbon-l'Archambault à 8 km à vol d'oiseau, est de 11,9 °C et le cumul annuel moyen de précipitations est de 777,2 mm,. Pour l'avenir, les paramètres climatiques de la commune estimés pour 2050 selon différents scénarios d'émission de gaz à effet de serre sont consultables sur un site dédié publié par Météo-France en novembre 2022.

## Urbanisme

### Typologie
Au 1er janvier 2024, Saint-Plaisir est catégorisée commune rurale à habitat très dispersé, selon la nouvelle grille communale de densité à 7 niveaux définie par l'Insee en 2022.
Elle est située hors unité urbaine. Par ailleurs la commune fait partie de l'aire d'attraction de Moulins, dont elle est une commune de la couronne,. Cette aire, qui regroupe 64 communes, est catégorisée dans les aires de 50 000 à moins de 200 000 habitants,.

### Occupation des sols

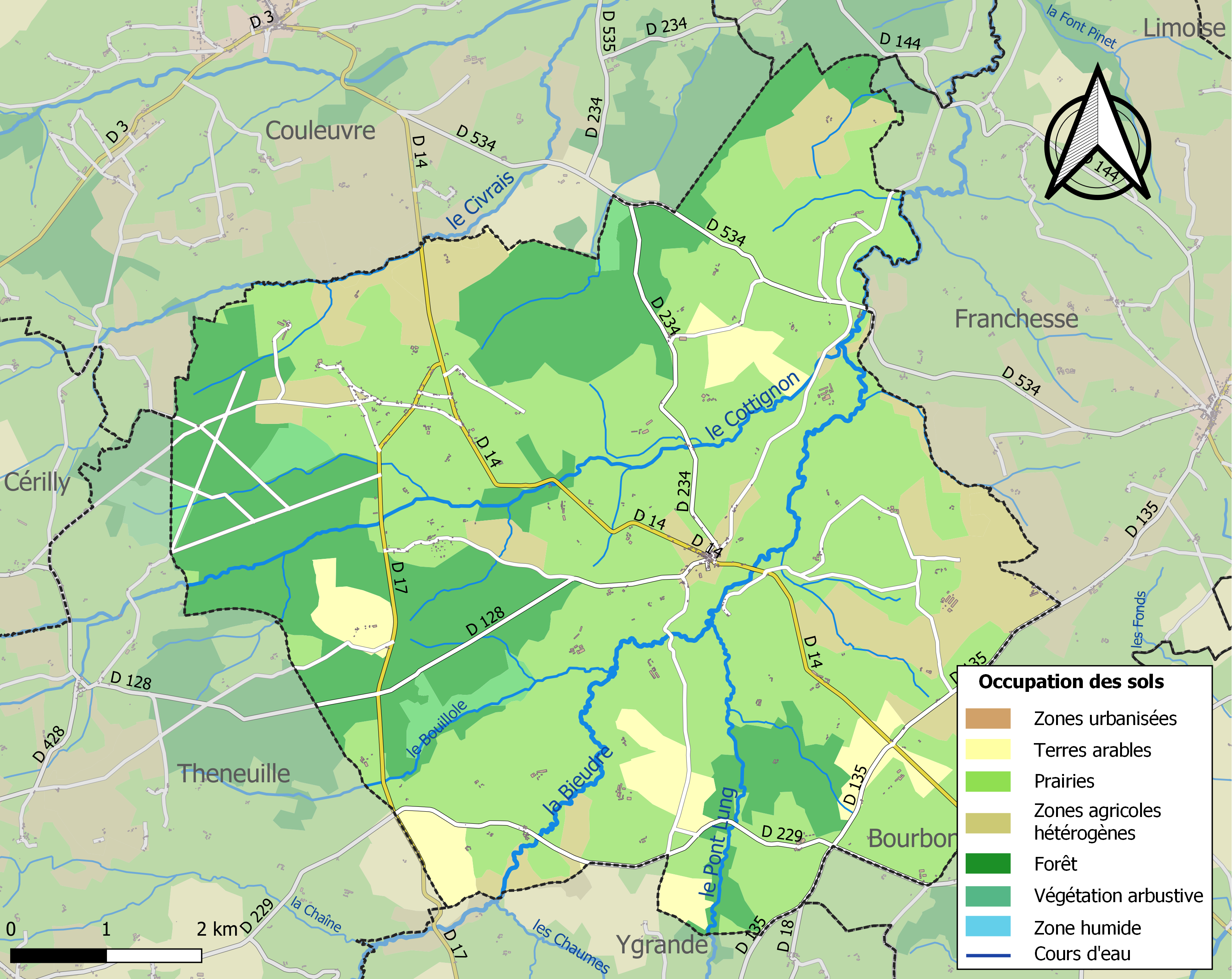
Carte des infrastructures et de l'occupation des sols de la commune en 2018 (CLC).

L'occupation des sols de la commune, telle qu'elle ressort de la base de données européenne d’occupation biophysique des sols Corine Land Cover (CLC), est marquée par l'importance des territoires agricoles (73,1 % en 2018), en diminution par rapport à 1990 (74,9 %). La répartition détaillée en 2018 est la suivante : 
prairies (55,3 %), forêts (24,9 %), zones agricoles hétérogènes (12 %), terres arables (5,8 %), milieux à végétation arbustive et/ou herbacée (2 %).
L'IGN met par ailleurs à disposition un outil en ligne permettant de comparer l’évolution dans le temps de l’occupation des sols de la commune (ou de territoires à des échelles différentes). Plusieurs époques sont accessibles sous forme de cartes ou photos aériennes : la carte de Cassini (XVIIIe siècle), la carte d'état-major (1820-1866) et la période actuelle (1950 à aujourd'hui).

## Histoire
Des recherches archéologiques ont révélé une occupation du territoire au Néolithique avec la découverte de nombreux silex taillés, de flèches, de plusieurs haches polies ou encore un couteau de type pressignien. Une hache de bronze datant de l'époque protohistorique a aussi été découverte près de Tilly. Selon les dernières recherches et fouilles archéologiques, il s'avérerait que Saint-Plaisir serait bâti sur un site antique ancien, peut-être même l'un des plus anciens de la région.
Il aurait également existé dans la commune un dolmen constitué d'une grande pierre plate de 3 mètres de long sur un mètre d'épaisseur, soutenue par deux murs de pierres sèches au lieu-dit La Bussière. Il est aussi à noter que d’intrigantes grosses pierres parsèment les champs de la Grosse Pierre et des parcelles dites Pierres Folles.
Plusieurs voies antiques ont traversé la commune, dont la grande voie de Bourges et le chemin des Allemands ou encore le grand chemin royal qui reliait Paris à Lyon. On remarque aussi la présence sur un plan datant de 1831 d'une route en pierre dont la chaussée a été détruite plus tard par les cultures. Ce dernier chemin marquait la frontière entre Saint-Plaisir et le village voisin, Franchesse. Subsistent encore aujourd'hui les dernières traces d'un chemin gallo-romain entre Bourbon l'Archambault et Ygrande, qui passerait en face des lieux-dits la Justice et de Briette. De grosses pierres jalonnent toujours champs et bois sur plusieurs dizaines de mètres, par-ci par là.
La densité des voies antiques découvertes sur la commune laisse suggérer que le territoire était un important carrefour de marchandises et d'échanges. Le village se serait d'ailleurs construit dans un premier temps à partir d'une maison de repos, permettant aux voyageurs de faire une halte entre Bourbon-l'Archambault et Lurcy-Lévis. On relève aussi la découverte de tegulae en nombre important dans les lieux-dits du Grand Domaine et près des Guillaudons, mais aussi de murs et de céramiques antiques. Par ailleurs, on relève la trace potentielle d'une Villa Jovis proche de la forêt de Civrais au lieu-dit actuel de Villejeaux.
Au XIIe siècle, l'on construit sur la commune l'église de Saint-Placide.
Par ailleurs, un lieu-dit nommé "tombe des pèlerins" aurait abrité sous deux maisons les sarcophages de voyageurs.
La commune a accueilli une communauté religieuse aux XIe et XIIe siècles. À l'origine, la paroisse se nommait Sainte-Placide et dépendait du diocèse de Bourges. C'est en 1403 qu'elle devient Saint-Plaisir. En 1615, la commune accueillit des visiteurs de l'ordre de Saint-Jean de Jérusalem. Une chapelle leur appartenait au lieu-dit de Villedieu, entourée de bois de hautes futaies, sous le vocable de chapelle de Saint-Jean-Baptiste. De plus, au moins deux autres chapelles sont répertoriées en 1615 : celle du Bourg et celle du château de Gennetines, toutes deux dédiées à saint Jean. Lors de travaux dans l'actuelle maison du bourg qui abritait l'ancienne chapelle, au croisement avec la route de Champroux, un bénitier avait été retrouvé.
Hameau de Gennetines :
Notons que la commune de Saint-Plaisir abrite également une curiosité administrative et anecdotique : en effet, le hameau de Gennetines a longtemps été considéré comme le "deuxième bourg" de Saint-Plaisir, avec presque une identité ainsi qu'une histoire à part et des réputations bien établies. La presse La Montagne avait même dédié un reportage entier à cette singularité en 1982, en titrant ce dernier par "deux bourgs pour une seule commune : une curieuse réalité à Saint-Plaisir". À cet égard, soulignons que cela s'est même retranscrit de façon administrative et politique, car pendant un long moment, la gestion du hameau de Gennetines était partagée entre les municipalités de Saint-Plaisir et de Couleuvre, à raison d'un roulement tous les six mois.
Gennetines avait également sa propre école, construite en 1876 et qui a perduré jusqu'en 1982. En effet, en novembre 1876, le conseil municipal de Saint-Plaisir repousse une pétition des habitants de Gennetines qui demandent une école dans leur hameau. En octobre 1878, une école mixte est créée, malgré l'opposition du conseil municipal, dans la maison Guillemin. En 1881, à l'expiration du bail de la maison Guillemin, le conseil municipal propose alors la maison Tortet. L'inspecteur d'Académie refuse et demande la construction d'une véritable école. En août 1881, sur insistance de l'Inspecteur d'Académie et du Préfet de l'Allier, le conseil municipal décide la construction d'une école. En novembre 1881, la municipalité décide d'exproprier M. Tortet, propriétaire du champ dit du « mouchoir de cou », emplacement alors choisi par le Maire et  I'Inspecteur pour y bâtir le projet d'école. En mai 1882, après plusieurs délibérations, le projet est définitivement adopté et la somme devant couvrir la dépense est votée en novembre 1882. Le conseil municipal décide d'agrandir la maison Guillemin (90 enfants sont dans une salle de 43 mètres carrés). En 1883, la commune obtient un secours financier du département et de l'État et ce n'est qu'en 1884 que les travaux de construction de l'école commencent. Fin 1886, l'école est achevée. Elle perdurera jusqu'en 1982 avec des effectifs/classes primaires d'une cinquantaine d'écoliers en moyenne.
Par ailleurs, Gennetines disposait également d'un certain nombre de commerces et d'artisans. L'activité du hameau était particulièrement concentrée autour du bois, et après l'époque des sabotiers, il a été l'époque de l'exploitation forestière avec l'abatage des chênes. Grâce à cette activité et à sa situation toute proche de la forêt, Gennetines a alors connu un développement assez spectaculaire, au point de devenir presque aussi important que le bourg principal de la commune. Plusieurs scieries étaient alors en activité, en coexistence avec d'autres activités. La scierie Voiret de Gennetines, encore aujourd'hui visible, a tourné jusque dans les années 80. Notons que pendant la seconde Guerre mondiale, l'activité de cette dernière a été transférée à l'abri des regards, alors dissimulée dans la forêt de Civrais à quelques centaines de mètres. Des sacs ou de grands draps étaient placés en haut des cheminées pour étouffer les fumées lors des repérages exercés par les avions ennemis, afin d'éviter d'être repéré. Et ce, d'autant plus que l'activité provisoire de cette scierie était à présent focalisée dans la fabrication d'éléments pour les chemins de fer, enjeux stratégiques lors du conflit. De plus, elle hébergeait parmi ses ouvriers forestiers des maquisards et des résistants qui ne devaient donc pas être découverts. Dans les années 50/60, il demeurait encore sur la route menant à Cérilly une usine de sabots de la famille Chateignier ainsi qu'une usine de cire appelée "Éclat doré", tenue par la famille Parent. Deux bistrots de pays ont perduré sur Gennetines jusqu'à il y a une dizaine d'années pour le dernier : le grand café de Gennetines, géré par la famille Friaud, où l'on jouait sur un immense billard. Et le bistrot d'Odette Mazure, où la cuisine était réputée, notamment pour sa tête de veau. Habitants du hameau et chasseurs fréquentaient toujours ce lieu jusqu'en 2015, année de la fermeture définitive de cet ancien lieu incontournable et figé dans le passé et la tradition de Gennetines. Saint-Plaisir, autrefois partagé en deux pôles d'attractivité, a retrouvé aujourd'hui son unité.
Châteaux et maisons fortes disparus :

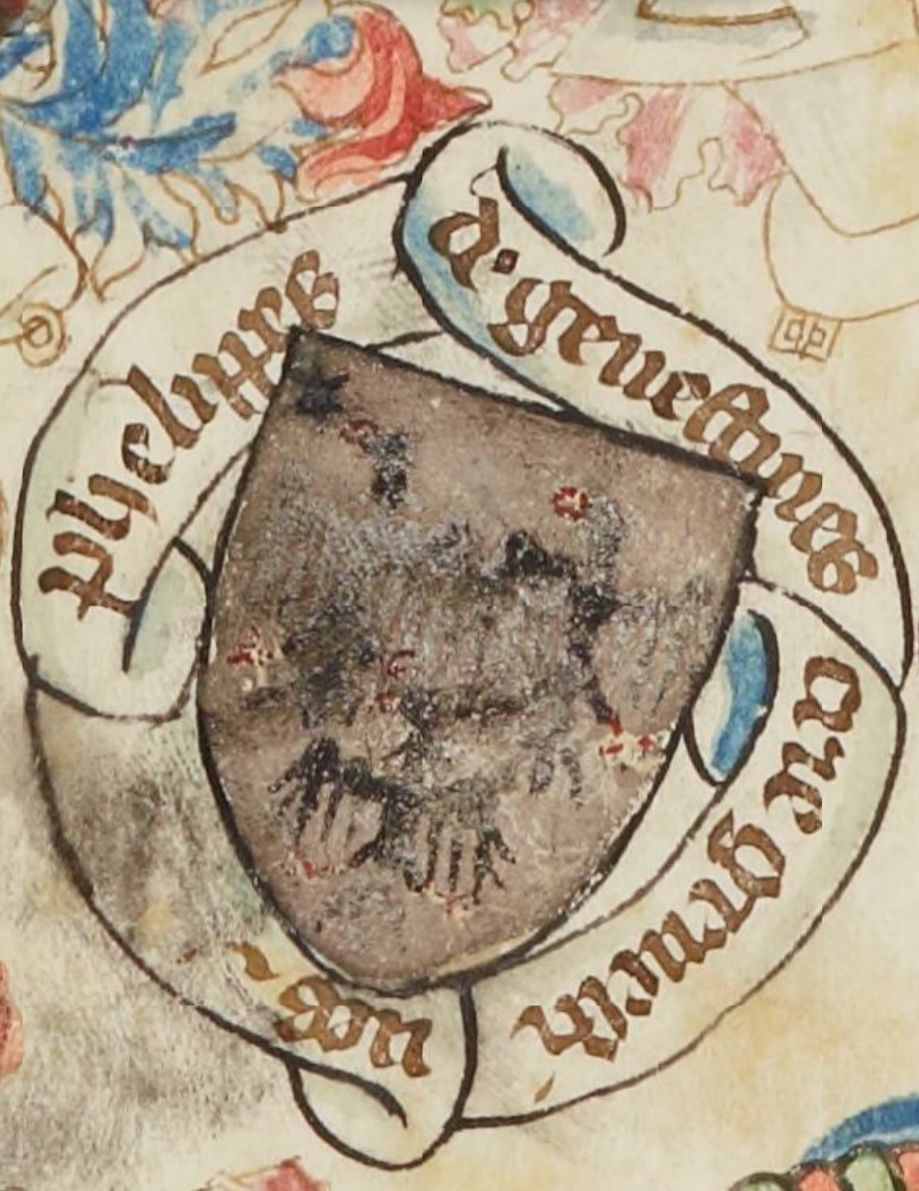
Armoirie de la seigneurie de Genestines d'après le registre d'armes de Guillaume Revel (XVe siècle)

Il est également probable qu'il ait existé plusieurs maisons fortes aujourd'hui disparues sur le territoire de la commune aux lieux-dits de La Tour, de Villeneuve, de Lavaroux, de Tilly, de la Velle, de la Bussière et de Bellevaux,. Ces lieux-dits portaient des noms évoqués en tant que vassaux de la seigneurie de Gennetines. La maison forte de cette seigneurie est encore visible dans ce hameau de Gennetines, où il existerait même un souterrain aujourd'hui en partie effondré. D'origine féodale, elle était initialement dotée d'un donjon, de plusieurs tours, de fossés défensifs et d'une chapelle,. Vers 1506, il est fait référence d'un mariage entre Agnès de Genestines et Pierre Mulatier de la Trollière. Enfin, l'armoirie des seigneurs de Genestines (écrit ainsi autrefois) rattachés aux châtellenies d'Ainay et d'Hérisson, est visible dans le registre d'armes de Guillaume Revel alors édité pour Charles VII. Il y est décrit un emblème d'argent, à trois aiglettes de sable, becquées et membrées de gueules. Guillaume Revel ajoute à ce blason une étoile au canton dextre de l'écu, mais il est indiqué que cette étoile symbolise une brisure de cadet.
Une autre propriété est citée en 1569 comme celle du seigneur Thomas de la Varon/la Varoux (lien possible avec le lieu-dit de Lavaroux au sud de la commune),. En remontant dans le temps, à une date malheureusement indéchiffrable, il est fait mention d'un "aveu" au nom de Marguerite de Lavaro "de l'hôtel de la Varo et de la blairie de Saint-Plaisir". En revanche, en 1489, il est fait mention que le procureur du domaine du Bourbonnais transigea avec Jean Dubois, écuyer seigneur de Saint-Plaisir à propos d' "une maison, salle, puits et vigne sis audit lieu de Saint-Plaisir". En 1503, le fief de Lavaroux appartient (encore) à la famille de La Varo, comme en témoigne la déclaration d'Odile de la Varo, écuyer pour lui et pour ses frères, qui reconnaît tenir de la duchesse de Bourbon une "maison, garennes, prés, terres, jardins et appartenances, paroisse de Saint-Plaisir et autres devoirs",,.
Une organisation circulaire du bourg laisse songer à une construction castrale, évoquée d'ailleurs par le toponyme La Barre, au-dessus du gué de la Bieudre. Le presbytère de la commune aurait par ailleurs été construit sur les anciens murs/remparts qui entouraient jadis le bourg. D'autre part au sujet du presbytère, il a été retrouvé au presbytère de Chamblet un moule à hosties qui rappelle beaucoup celui de Saint-Plaisir, mais avec des formes plus parfaites et qui est plus ancien.
En 1374, il est fait mention que le noble Geoffroy de Sully fait aveu au duc de Bourbon de son fief de la Barre comprenant "le lieu et baillie des Barres, avec les appartenances, près de la ville de Bourbon ainsi que des cens, des tailles, des dîmes et autres redevances".
À Bellevaux, Marie Vignaud et Bienvenue Reignier, veuves de feux de Jehan et François Dupont, font aveu aux seigneurs et dame de la Creste, du "lieu noble de Bellevaul, avec vignes, vergers, prés, terres, valant quarante sols, cinq setiers froment, treize setiers soilhe, un demi tonneau de vin et deux gélines".
Au lieu-dit La Bussière, deux actes de foi et hommage datant de novembre 1443 permettent d'authentifier une maison forte à La Bussière : Jehan de Chasteau Regnault, écuyer, de la paroisse de Franchesse, reconnaît détenir "l'hostel des Bussières, avec la moute, garennes, boys, terres, prés, les terres de Champfromental, hostel et mestairie". En 1503, Pierre de Chasteau Regnault, écuyer, fait quant à lui aveu à la duchesse de Bourbon de "son hostel de Bucières, avec mouthe, foussez, coulombier, grange, estables et autres bastiments, garennes, estangs, moulins, boys de haute fustaye, boys revenant, cens, rentes, bourdelaiges, dixmes et autres fiefs pour une valeur de 30 livres annuelles.",. D'anciens vestiges d'une maison forte étaient visibles encore dans les années 50, et certains habitants mentionnaient l'existence d'oubliettes dans cet ancien château de Bussière, ainsi que de souterrains qui menaient au bourg. Sur le haut du lieu-dit, est encore visible sur le liteau d'une porte arrondie, un écusson de l'ancienne famille noble.
Au lieu-dit Villeneuve, l'existence d'un château serait là-encore établi grâce à une mention sur le cadastre napoléonien établi en 1835. Par ailleurs, à 500 mètres de là, à l'emplacement actuel des vestiges du Moulin de la Tour, il est suspecté l'existence d'un château ancien doté d'une tour circulaire.
Enfin, au lieu-dit de La Velle (déformation de "la ville") est rapporté l'emplacement d'une ancienne maison forte dont le logis fut édifié par Gabriel Gaume, conseiller du Roi en l'élection de Moulins. Par ailleurs, son fils Valentin est répertorié comme curé de Saint-Plaisir et prieur commendataire du prieuré de Vernouillet à Bourbon.
Moulins à eau :
La commune était parsemée de plusieurs moulins, entre autres ceux de La Planche (évoqué dès 1270 comme futur site d'accueil d'une tuilerie), de Tilly (Thelly avant 1789), des Fours, de Margeat, de Sayère et de La Tour (encore en activité au XVIIIe siècle). Sur un plan datant d'avant la Révolution, il est à noter que le Moulin de Margeat portait le nom de Moulin Brûlé, et qu'un autre moulin l'avoisinait à 500 mètres : le Moulin Thivallier. Enfin, il y avait également un vieux moulin répertorié au XVIIIe siècle : le Moulin de la Faie. Une tuilerie et une poterie prenaient également place au lieu-dit de Briette. Il existait également des carrières de grès à Saint-Plaisir : à Briette justement ainsi qu'au Moulin de la Tour.
Calvaires et croix de chemin :
Plusieurs calvaires et croix jalonnent les routes de la commune. Parmi ceux encore bien visibles, le calvaire de la place de l'église dessiné en 1850 par le père Desrosiers; le calvaire du Moulin de la Planche, à l'intersection avec la route de Bourbon l'Archambault, sur lequel il est gravé « en souvenir de Monsieur Guet Père » (sans doute en raison du décès de cette personne dans les environs) ; le calvaire de la Croix Rouge formé d'un socle et d'un piédestal en pierre au carrefour des routes de Saint-Plaisir, Bourbon l'Archambault, Franchesse, Ygrande et sur lequel figure des inscriptions (Jean Remon (?)/Pe Pn/1869) ainsi qu'une croix pattée. Une colonne cannelée, surmontée d'un chapiteau de style roman, supporte la croix de fonte. Sans oublier le calvaire de Le Monsiaux sur lequel est gravé l'épitaphe « O Crux Ave » suivi des inscriptions « Les Habitants de St-Plaisir » et « 1885 » (potentiellement établi à la suite d'une mission de l'Église). Enfin, le calvaire de Bellevaux qui porte les mentions « 1900 B.S » ou encore la Croix Verte à la patte d'oie de la route de Cérilly, du chemin de Villedieu et des Bruyerats. Les initiales présentes sur certains de ces calvaires sont souvent la signature des personnes qui ont construit, élevé ou subventionné ces monuments. Les calvaires n'étaient pas forcément surmontés d'une croix initialement, et les premières ajoutées étaient d'ailleurs souvent faites de bois. Les calvaires pouvaient donc servir à délimiter des terrains privés, à montrer le chemin des cimetières, à donner des indications de direction ou avertissaient de limite à ne pas franchir comme ce fut par exemple le cas avec les croix de peste. Un calvaire aujourd'hui abandonné au carrefour des lieux-dits de Lavaroux et La Forestière était surnommé par les habitants "la croix de l'homme noir/la dame noire". Est-ce en référence à une légende ?  À une vierge noire ? Ou à la particularité physique d'un ancien propriétaire agricole ? Certains de ces édifices puisent leurs origines dans des légendes ou croyances locales.
On note également qu'avant sa destruction, on pouvait découvrir en pleine forêt de Civrais, entre le pont des Chiens et la ferme des Rameaux, une mystérieuse croix de fer érigée sur un gros bloc rocheux taillé et sur lequel figuraient des inscriptions. Il s'agirait du lieu où serait morte une femme qui aurait donc été enterrée sur place. Deux versions de récits anciens coexistent. Une première avance qu'il s’agirait d'une femme qui aurait été effrayée et attaquée par des chiens Saint Hubert qui la poursuivaient. Une autre avance qu'il s'agirait de la sépulture d'une femme surnommée "la mère Madette", alors décrite comme une vieille dame, pauvre et plutôt "simplette", qui vivait dans une cabane non loin des bois de Civrais. Alors qu'un jour elle partit cueillir des mûres, elle s’enfonça dans la forêt avant de se perdre. Fatiguée, elle s'arrêta certainement au pied d'un arbre. Pendant près d'une dizaine de jours, on la chercha sans succès. Puis lors d'une partie de chasse dans la forêt, les chasseurs entendirent leurs chiens aboyer comme après un gibier et en se rapprochant, ils découvrirent le corps de cette vieille dame, en état de décomposition et dont les chiens avaient commencé à dévorer les restes. Sans doute en raison d'une absence de famille et d'argent, elle fut enterrée là où elle avait été retrouvée. Par la suite, il est raconté que ce coin de forêt foisonnait de muguet au mois de mai, et qu'autour de cette tombe, il poussait même de couleur rose. D'ailleurs, cette histoire est à l'origine d'une expression locale, qui dit que pour aller au muguet : "on va en chercher du côté de la Madette".
Anecdotes historiques :
Pendant la période révolutionnaire de la Convention nationale (1792-1795), le village prit le nom de La Bieudre. Mais dans des chartes de 1300, 1301, 1343 et 1405, et dans des pouillés de 1499 et 1529, la commune prit successivement les noms de Sancti Placidi, Saint-Plasoir/Saint-Plazoir, Saint-Plaisis et Saint-Plésir.
Avant la Révolution, la cure était à la présentation du prieur de Souvigny et à la collation de l'archevêque de Bourges. La paroisse dépendait au civil de la châtellenie de Bourbon. Nicolay, en 1569, décrit brièvement : « Saint-Plaisir, bourg et paroisse en laquelle est la maison noble de Genestine, contient 128 feuz » . En 1686, selon Florent d'Argouges, elle ne contient plus que 114 feux.
Durant l'âge d'or de la commune, à cheval entre le XIXe siècle et le XXe siècle, le bourg abritait pas moins de quatre cafés-restaurants, deux hôtels dont un avec une salle de bal et un cabinet de consultations médicales, une boulangerie-épicerie, une charcuterie, une boucherie ambulante, une coopérative agricole, un vendeur de vin et tonnelier, un vendeur de sabots/chaussures, un vendeur de chapeaux, un vendeur de lingerie fine, un garage, un fabricant de cire, un maréchal-ferrant, une poste, etc. D'autres cafés et bistrots parsemaient la campagne, en même temps qu'une scierie et quelques petits moulins. Par ailleurs, comme dans un certain nombre de communes de cette région, le bois était la principale ressource économique, qui fournissait la majorité des emplois des Saint-Plaisirois.

### Première Guerre mondiale
Durant la Première Guerre mondiale, Saint-Plaisir perdit 50 de ses habitants. Un monument aux morts fut  installé sur la place de l'église.

### Entre-deux-guerres
De nombreux témoignages sont parvenus de la commune concernant un épisode remarquable de pluie de météores, dans la nuit du 9 au 10 octobre 1933. Cette nuit-là, il a été estimé que plus de 10 000 étoiles filantes par heure fendaient le ciel, soit 3 par seconde, toutes issues de l'essaim des Draconides et des poussières laissées par le passage d'une comète en 1900.

### Meurtre crapuleux de l'ancien boulanger
Le 17 novembre 1940, le corps d'un ancien boulanger du village âgé de 74 ans, Jean Aupetit, est découvert sauvagement assassiné dans sa maison isolée du hameau de la Côte Rouge, à 200 mètres environ du centre du village, sur la route de Bourbon-l’Archambault. Le mobile a été rapidement trouvé par les enquêteurs : l'argent. Deux hommes : Sébastien Schartier, né le 21 octobre 1907 à Varennes-sur-Loire, sans profession  et Nicolas Martin, né le 03 novembre 1904 à Maringues, vannier ont été arrêtés. Plusieurs témoignages élèveront bien les indices d'une préméditation et d'un crime perpétré par Sébastien Schartier. Le mercredi 12 janvier 1944, c’est à Riom qu'ils comparurent. La Cour de cassation, sommée de statuer sur la cour d’assises compétente pour juger l’affaire, désigna celle de l’Indre. Lors de son procès de Riom en 1945, il est  inculpé du crime de Monsieur Aupetit et est condamné à la peine de mort, alors que son complice bénéficia de circonstances atténuantes.
Mercredi 21 mars 1945, le président Petit annonça l’ouverture de la seconde et dernière affaire des assises de l’Indre. Le procureur général Benoît Cattin opérera un lourd réquisitoire face auquel, à tour de rôle, les neuf défenseurs des accusés et de leurs complices prirent la parole. Les plaidoiries furent longues. Mais après plusieurs heures de procès et 758 questions auxquelles il fallut répondre, les jurés de la Cour  prononcent le verdict définitif : Sébastien Schartier fut condamné à la peine de mort et Jean-Baptiste Jonard aux travaux forcés à perpétuité. Le cas de Sébastien Schartier n'est pas fréquent et a suscité plusieurs réactions notamment sur le mode d'exécution choisi; et puisqu'il fut en plus de cela condamné à mort par deux cours d’assises différentes pour des faits distincts. Le 12 juillet 1945 à 6 heures du matin, yeux bandés et attaché à un poteau de bois, Sébastien Schartier dit « Bibille » fut exécuté face à un peloton de douze soldats armés,.

### Seconde Guerre mondiale
Pendant la Seconde Guerre mondiale, la commune noue une histoire singulière avec la Résistance et elle accueille dès 1943 un maquis dans une de ses forêts, celle de Civrais. Trois hommes en sont à l'initiative et ils seront rejoints par une dizaine de personnes dès l'automne, formant avec le maquis de Noyant d'Allier, le 1er secteur FTPF de l'Allier. Parmi les Résistants : des cultivateurs, des ouvriers agricoles, quelques artisans et ouvriers d'usine. On compte aussi des étrangers espagnols inscrits dans le mouvement M.O.I, s'abritant initialement à Ygrande puis au nord de la commune de Saint-Plaisir, vers Champroux, avant enfin de gagner l'ouest de la commune, à Civrais. Les Espagnols étaient très discrets et ne se réfugiaient pas dans les fermes, craignant les attaques ou la méfiance des gens du pays. Ils fuirent Champroux car ils ne se sentaient plus en sécurité dans les taillis touffus et préféraient Civrais pour le camouflage offert par ses grands arbres. Ces derniers étrangers de la M.O.I créeront une division indépendante en juillet 1944 et deviendront la 27e brigade de guérilleros. Au plus fort de l'activité du maquis et sous le commandement des capitaines Dagouret (surnommé Gaby) et Villechenon, ce dernier compte 4 divisions et plus de 200 hommes : 
- Les camps du 14 juillet (Dagouret) répartis en trois positions et rejoints début août par l'important maquis de Villechenon sous les ordres du lieutenant Balland (aux fermes de l'Hermitage, de Bouillole et de Gondoux, trois fermes à une distance d'un kilomètre à un kilomètre et demi les unes des autres, à l'ouest de la D 17 et à la limite des communes de Saint-Plaisir et de Theneuille) ;
- Les guérilleros espagnols (M.O.I) ;
- La compagnie Lemeur (Dupont) ;
- La compagnie Espérance.

D'août 1943 à la fin juin 1944, les camps du 14 juillet participent à de nombreuses actions de sabotage ainsi qu'à la réception d'armes parachutées en avril 1944. En mai, ils détruisent entièrement les lignes téléphoniques à Cérilly, Bourbon-l'Archambault (quartier Villefranche) et Montluçon. En juin, une embuscade est tenue sur la route nationale RN145 entre Noyant-d'Allier et Tronget et toutes les armes sont prises à l'ennemi. Pendant le même mois, les brigades de gendarmerie de Cérilly, Noyant-d'Allier et Lurcy-Lévis sont attaquées et l'armement une nouvelle fois saisi. Au début juillet, le groupe procède au sabotage de la voie ferrée reliant Moulins à Montluçon en obstruant un tunnel et deux Allemands sont faits prisonniers. À la fin du mois, ils attaquent l'hôtel de l'Écu à Montluçon, siège  alors du Parti populaire français pour l'Allier. Dans le même temps, des embuscades sont tenues sur les routes nationales N 153 et N 145 et sur des départementales. Début août, des lignes électriques sont sabotées par la destruction de pylônes. Mais un retournement de situation se produit le 8 août 1944, marquant cette date d'une attaque sanguinaire perpétrée par la Gestapo et des miliciens français. Cette dernière est provoquée entre autres par la surveillance du déplacement du groupe Villechenon quelque temps auparavant, contraint de quitter le domaine de la Frétière le 4 août car il avait été repéré par un avion mouchard ennemi. De plus, un commando nazi, spécialisé dans la chasse aux maquis, était arrivé dans la caserne de Montluçon depuis quelques jours. Une attaque imminente était redoutée.

#### Les combats de Bouillole le 8 août 1944
Le 8 août 1944, vers 4 heures du matin, un commando de chasse anti-maquis, dépendant du 588e état-major principal de liaison (général Von Brodowski), venant de Montluçon, fort de 15 camions et de 200 hommes environ, stationne à Ygrande à la Grand Font, route de Moulins. Un peu plus tard, le commando se déplace à Bourbon-l'Archambault où deux hommes prennent contact avec les officiers allemands. Ils partent au petit matin en direction de Saint-Plaisir. Pendant ce temps, les maquisards de la deuxième section de Villechenon, ayant leur camp à la ferme de Bouillole, se reposent après une action de récupération de parachutage nocturne et une surveillance accrue toute la nuit, après avoir été alertés de la présence des Allemands dans le secteur. Le jour se lève, le secteur est particulièrement calme et les maquisards missionnés des opérations nocturnes s'endorment tout habillés.
Vers 8 heures, le convoi allemand stoppe avant le carrefour de Bourbon-Theneuille – Couleuvre-Ygrande, échappant aux sentinelles maquisardes en faction au sud de la ferme, qui ne peuvent les apercevoir. Un groupe de soldats allemands progresse ensuite en direction de la ferme, à l’abri des haies importantes bordant la route. Ils sont repérés à 8 h 20 par les sentinelles ; l'alerte est donnée par les premiers échanges de tirs. Les Allemands tuent rapidement les sentinelles et se dirigent vers la ferme en hurlant. Les cris sont entendus à un kilomètre de là. Les maquisards de Bouillole sont surpris et commencent à se préparer à contrer l'assaut. Ils sont déjà la cible d'une importante mitrailleuse installée sur les camions arrivant et arrosant la ferme de tirs lourds. Les bâtiments seront plus tard incendiés. Huit morts dans le camp de la Résistance sont déjà comptés, dont l'assassinat de deux jeunes hommes (Michel, 14 ans, petit-fils du fermier de la famille Péguy et le commis Francisco, 18 ans) réfugiés dans un tonneau et mitraillés froidement par les Allemands. En même temps se tenait à la ferme de l’Hermitage exploitée par la famille Friaud, une réunion de la mission interalliée composée de Nancy Wake, John Farmer, Jan Garrow, Denys Rake, Reeve Schley et des agents de liaison Maurice Blanc, son frère Lucien et Aimé Jubier à qui sont confiées des missions de renseignements et de liaison avec l’état-major du colonel Frank, chef départemental des FFI Elle est interrompue par le bruit de la fusillade et certains maquisards prennent les armes pendant que d'autres s'enfuient selon leur mission. La contre-attaque s'organise rapidement.
Les assaillants, malgré une prise rapide de la ferme de Bouillole, sont stoppés par les tirs nourris des résistants. Des périodes de courtes accalmies et d'attaques s'alternent ; les Allemands évoluent par la suite vers la lisière de la forêt où se sont retranchés les maquisards de la ferme de Bouillole, appuyés par certains maquisards de l'Hermitage qui arrivent en renfort. Une partie des nazis remontent dans leurs camions et se divisent en deux convois. L'un prend la direction de Gennetines (au nord de la forêt de Civrais) et l'autre de Saint-Pardoux (à l'ouest de la forêt). Une partie du convoi allemand empruntant la route de Cérilly par la forêt est interceptée par une autre partie des maquisards de Villechenon, du groupe Mimile et des Espagnols remontant de l'Hermitage. Les échanges de tirs sont très intenses pendant quelques minutes. Les Allemands font demi-tour pour rejoindre la deuxième partie du convoi partie vers Gennetines alors qu'un nouveau front s'ouvre vers 11 heures à la ferme de Gondoux. Cette dernière est protégée par les Espagnols notamment, qui ne manquent pas de courage et de force pour tirer et bombarder deux camions allemands qui arrivent. Les nazis sont sévèrement touchés et repartent vers Gennetines. Un chêne abattu récemment témoignait encore de la violence des combats : il était en effet criblé d'impacts de balles. Sur l'ensemble du champ de bataille, les maquisards, à présent nombreux, répliquent avec force mais commencent à manquer de munitions. Les combats durent jusqu'à 13 heures, y compris à la maison forestière sur la route de Gennetines où les Allemands se ravitaillaient et commençaient à soigner leurs blessés. Puis ces derniers sont contraints de battre en retraite. Les deux convois des forces allemandes se retirent et rejoignent Montluçon par la route directe qui passe par Ygrande. Dix morts (dont trois Polonais et un Espagnol) et plusieurs blessés sont comptés dans les rangs de la Résistance alors qu'il est estimé à 40 morts le nombre de soldats allemands abattus pendant la bataille. Il est fortement soupçonné que les Allemands ont été renseignés, au vu de la rapidité de leur action et de leur connaissance précise du lieu-dit de Bouillole. Le maquis de Civrais quitta ensuite rapidement la forêt pour se réorganiser en forêt de Tronçais et poursuivre ses actions.
D'autre part, le maire de la commune, Louis Mathiau, alors élu à cette fonction depuis le 8 août 1926 sous l'étiquette du Parti communiste français, avait été défait de ses fonctions en 1939 par une ordonnance du préfet de l'Allier (à la suite de la signature du pacte germano-soviétique et de l'entrée en guerre contre l'Allemagne). Il avait été alors remplacé par un maire proche du mouvement pétainiste durant le temps du conflit. En 1942, la Gestapo est venue arrêter cet ancien maire et restaurateur , en même temps que l'ancien maire de Bourbon-l'Archambault. Tous deux avaient été relâchés au bout de deux/trois jours. Louis Mathiau avait été arrêté car communiste, les membres du PCF étaient alors poursuivis.
Par ailleurs pendant ce conflit, 4 soldats originaires de la commune ont été tués par l'ennemi, alors que 34 autres combattants ont été faits prisonniers de guerre.

## Politique et administration
| Période                                  | Période                      | Identité               | Étiquette | Qualité                             |
| ---------------------------------------- | ---------------------------- | ---------------------- | --------- | ----------------------------------- |
| Les données manquantes sont à compléter. |                              |                        |           |                                     |
| 1790                                     | 1792                         | Valentin Gaulme        |           | Curé                                |
| 1792                                     | 1793                         | Pierre Cibrais         |           |                                     |
| 1793                                     | 1793                         | Jean-François Duret    |           | Officier public                     |
| 1793                                     | 1795                         | Jean Petitjean         |           | Agent municipal                     |
| 1795                                     | 1799                         | Jean-Marie Méténier    |           | Agent municipal                     |
| 1799                                     | 1809                         | Jean Thebenin          |           |                                     |
| 1809                                     | 1826                         | Joseph Roudet          |           |                                     |
| 1826                                     | 1831                         | Pierre Moreau          |           |                                     |
| 1831                                     | 1833                         | Claude Collinet        |           |                                     |
| 1833                                     | 1850                         | Désiré Renon           |           |                                     |
| 1850                                     | 1855                         | Alexandre Aimé Duboups |           |                                     |
| 1855                                     | 1870                         | Jean-Baptiste Ruther   |           |                                     |
| 1870                                     | 1871                         | François Débordes      |           |                                     |
| 1871                                     | 1884                         | Jean Ruther            |           |                                     |
| 1884                                     | 1888                         | Jean-Marie Rocheton    |           |                                     |
| 1888                                     | 1897                         | Jean-Baptiste Praile   |           |                                     |
| 1897                                     | 1919                         | Gilbert Bouguin        |           |                                     |
| 1919                                     | 1926                         | Louis Lafond           |           |                                     |
| 1926                                     | 1941                         | Louis Mathiau          |           |                                     |
| 1941                                     | 1943                         | Pierre Daumin          |           | Président de la Délégation spéciale |
| 1943                                     | 1944                         | Simon Charbon          |           | Président de la Délégation spéciale |
| 1944                                     | 1947                         | Louis Mathiau          |           |                                     |
| 1947                                     | février 1983                 | Raymond Desforges      |           |                                     |
| mars 1983                                | juin 2010                    | Arsène Virmoux         | PCF       | Agriculteur retraité                |
| juin 2010                                | En cours (au 8 juillet 2020) | Didier Thevenoux       | PCF       | Agriculteur                         |

## Population et société

### Démographie
Les habitants de la commune sont appelés les Saint-Plaisirois, ou encore les Cocheriaux.
L'évolution du nombre d'habitants est connue à travers les recensements de la population effectués dans la commune depuis 1793. Pour les communes de moins de 10 000 habitants, une enquête de recensement portant sur toute la population est réalisée tous les cinq ans, les populations de référence des années intermédiaires étant quant à elles estimées par interpolation ou extrapolation. Pour la commune, le premier recensement exhaustif entrant dans le cadre du nouveau dispositif a été réalisé en 2006.

En 2022, la commune comptait 423 habitants, en évolution de +10,16 % par rapport à 2016 (Allier : −1,38 %, France hors Mayotte : +2,11 %).
| 1793  | 1800 | 1806  | 1821  | 1831  | 1836  | 1841  | 1846  | 1851  |
| ----- | ---- | ----- | ----- | ----- | ----- | ----- | ----- | ----- |
| 1 020 | 885  | 1 134 | 1 082 | 1 187 | 1 236 | 1 153 | 1 231 | 1 212 |

| 1856  | 1861  | 1866  | 1872  | 1876  | 1881  | 1886  | 1891  | 1896  |
| ----- | ----- | ----- | ----- | ----- | ----- | ----- | ----- | ----- |
| 1 205 | 1 226 | 1 307 | 1 440 | 1 580 | 1 619 | 1 644 | 1 554 | 1 454 |

| 1901  | 1906  | 1911  | 1921  | 1926  | 1931  | 1936 | 1946 | 1954 |
| ----- | ----- | ----- | ----- | ----- | ----- | ---- | ---- | ---- |
| 1 465 | 1 401 | 1 295 | 1 075 | 1 038 | 1 002 | 979  | 802  | 837  |

| 1962 | 1968 | 1975 | 1982 | 1990 | 1999 | 2006 | 2011 | 2016 |
| ---- | ---- | ---- | ---- | ---- | ---- | ---- | ---- | ---- |
| 781  | 677  | 525  | 511  | 388  | 443  | 417  | 400  | 384  |

| 2021 | 2022 | - | - | - | - | - | - | - |
| ---- | ---- | - | - | - | - | - | - | - |
| 407  | 423  | - | - | - | - | - | - | - |

## Culture locale et patrimoine

### Lieux et monuments

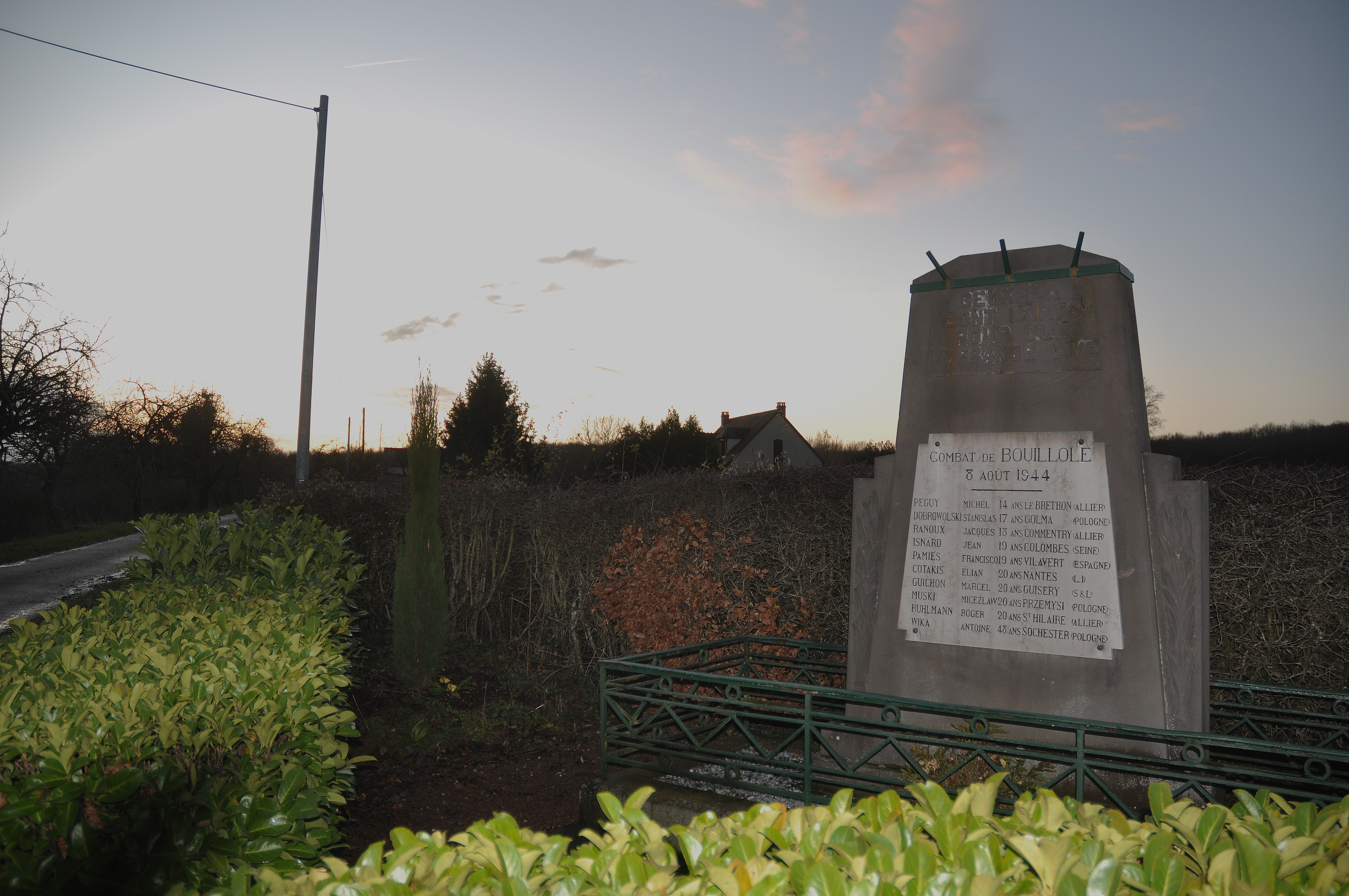
Stèle de la Bouillole

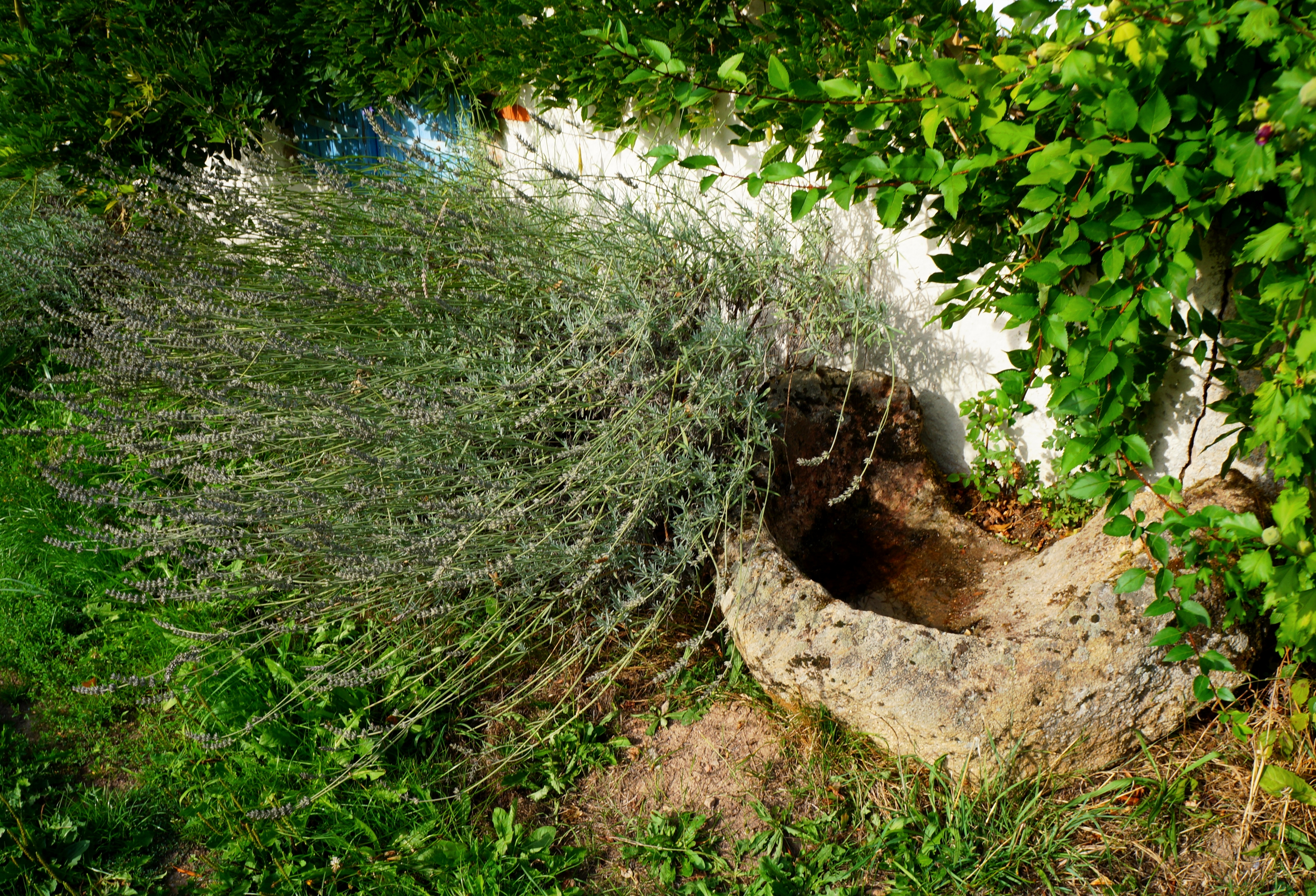
Bénitier de Gennetines

- L'église Saint-Placide, église romane de la seconde moitié du XIIe siècle.

- La stèle de la Bouillole. Stèle en la mémoire de dix jeunes résistants tués en 1944 par les troupes allemandes dans le combat de la ferme de la Bouillole. Cette stèle est positionnée à l'intersection des routes D 17 et D 128 : 46° 36' 11,7" nord / 2° 55' 25,8" est.[39]
- Au bord de la route D14 menant à Couleuvre est visible l'un des anciens lavoirs publics du bourg datant du XIXe siècle, le lavoir du Champ du Pain (qui a été réhabilité par la commune en 2015). Un autre lavoir, aujourd'hui privé, est toujours en place du côté du lieu-dit Buchepierre et porte le nom de lavoir du Bois-Pelé/Pêle. D'autres lavoirs publics, aujourd'hui disparus, ont existé là où il y avait une source d'eau constante à proximité des habitations. Il est donc suspecté la présence d'anciens sites au bourg et à Gennetines notamment, ainsi qu'aux lieux-dits de Margeat, Tilly ou encore La Planche[15].
- À Saint-Plaisir se trouve une fontaine au nom de Saint-Eustache, dont l'eau avait la réputation de guérir les yeux malades. Cette fontaine se situait près du moulin de la Planche[47].
- En forêt de Civrais, aux abords d'une allée perpendiculaire à la route forestière reliant Gennetines à Saint-Pardoux, se situent deux fonts qui servaient autrefois à abreuver les animaux employés par les bûcherons. Cependant, l'une d'entre elles dispose d'une curiosité : son eau est bleutée (d'où son nom : la Font-Bleue). Ceci s'explique par la présence d'une argile particulière qui teint l'eau lorsqu'elle est dans la font, sans toutefois affecter sa transparence comme on peut le constater si on en prélève dans un verre[18].
- Le bénitier de Gennetines a donné l'expression « sec comme le bénitier de Gennetines[48] ».
- Le Chêne Rond, aujourd'hui disparu car tombé lors d'une tempête le 12 février 2007[49], était réputé pour être l'un des plus vieux et grands chênes de la région, multi-séculaire, avec un diamètre dépassant deux mètres. Rendez-vous des amoureux, le Chêne rond servait également de repère tactique militaire pendant les guerres (il était par exemple visible sur les cartes de l'Etat major à l'époque de la guerre d'Algérie). Par ce statut et en plus de celui d'être un arbre remarquable, il était interdit de l'abattre[19].
- Un ancien point d'eau et un canal existaient au bourg au niveau de l'actuel parking de la poste. Ils ont été condamnés il y a plusieurs décennies en raison d'accidents survenus autrefois.
- Le stade municipal est dédié à Narcisse Lassauzé et André Courtaud, deux joueurs et dirigeants du club de football de la commune, L'Espérance Sportive. Ce dernier a justement célébré le 22 juin 2019 ses 60 ans d'existence (alors créé en 1959) sous les couleurs inchangées du maillot, rouge et noir[50].
- Dans les années 60/70, l’amicale laïque de Saint-Plaisir organisait une soirée dansante annuelle au cours de laquelle allait être élue la reine de Saint-Plaisir[51]. Certaines de ces éditions se déroulaient sur un parquet installé pour l'occasion, derrière l'église. Dans ce même lot d'années, d'anciennes traditions continuaient également d'être fêtées à l'occasion de bals comme celui de la Saint-Marien, du conseil de révision ou encore de la fête patronale. À Saint-Plaisir, l'ancien café-hôtel du midi accueillait sur son parquet, étendu même à certaines occasions sur la route sur l'appui de tonneaux de vin, près de 300 à 400 personnes[15].
- Un grand concours de labours se tenait lors de certaines éditions au pied du chêne rond de La Velle dans les années 60, au moment du solstice d'été ou à la fin du mois de mai[52].
- Depuis juin 2022, l'étang communal du Monsiaux a été aménagé de diverses façons afin de constituer un lieu de loisirs comprenant des parcours santé, des aires de jeux, des espaces de pêche et de pique-nique ainsi qu'un parcours suspendu dans les chênes accessible gratuitement tous les jours : "le plaisir des cimes". Le lieu accueille des évènements tels que la fête de la Friture, faisant office de fête de la musique avec concerts, animations, marchés du terroir et restauration[53].

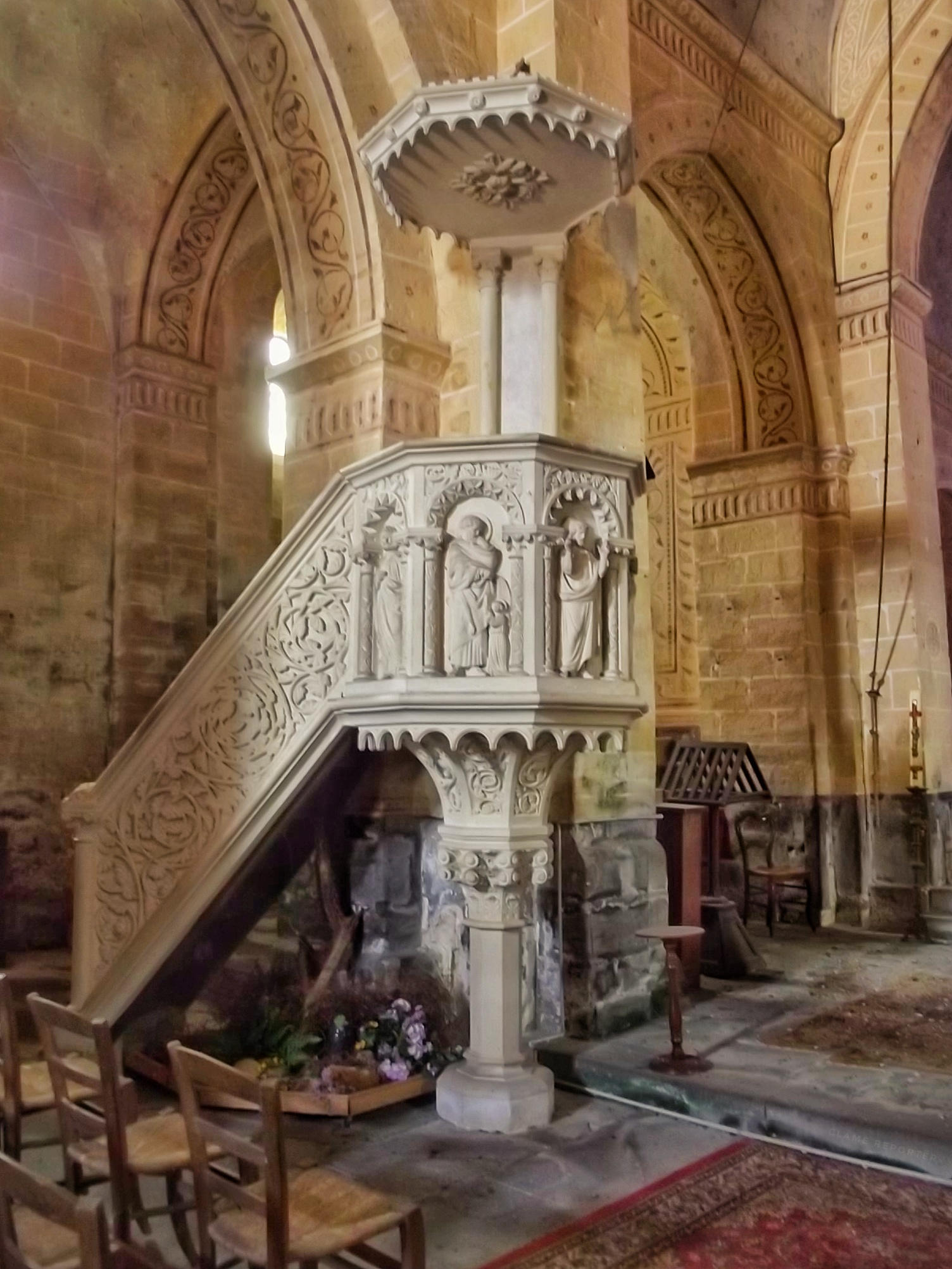
Chaire
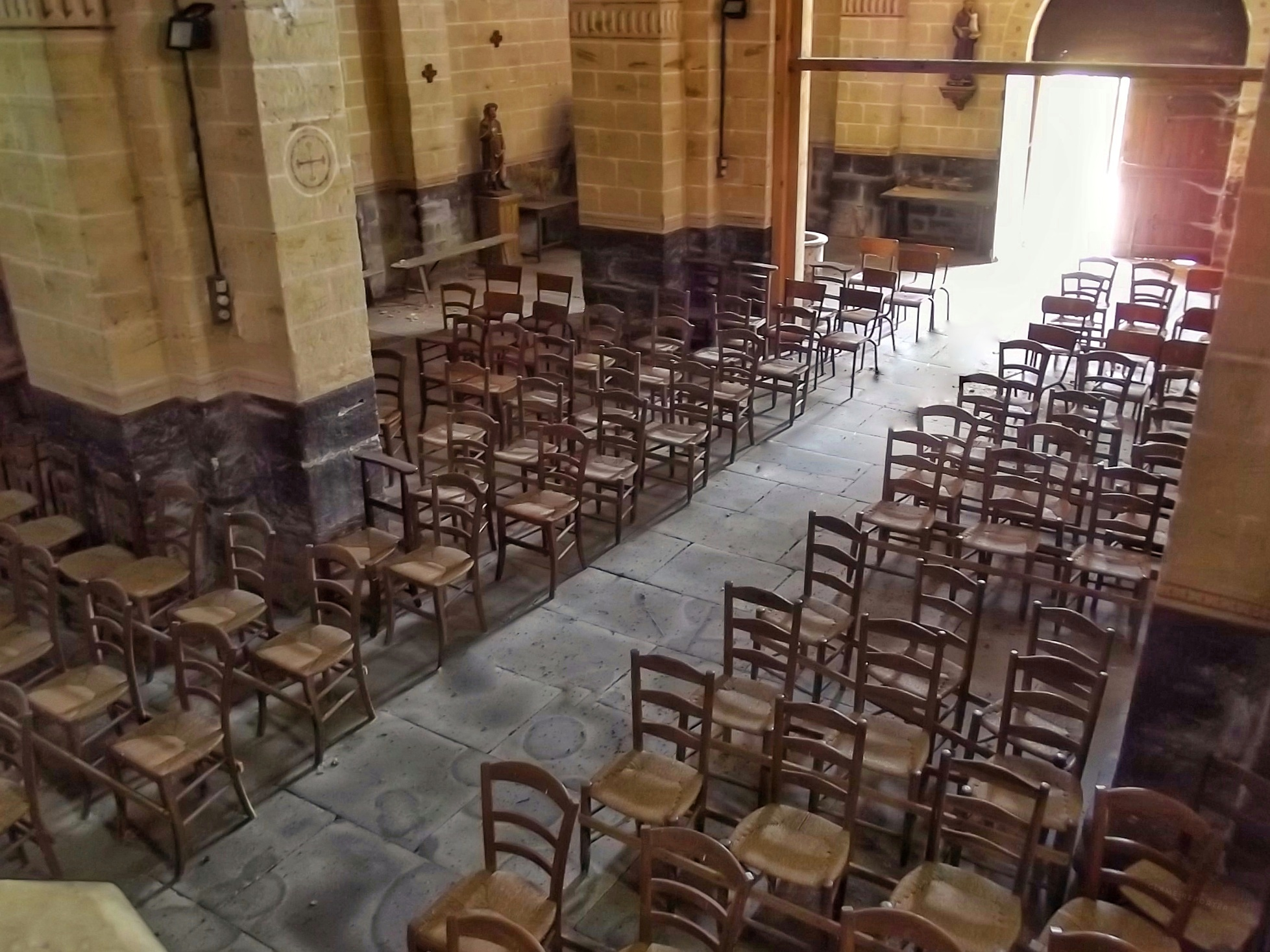
Nef
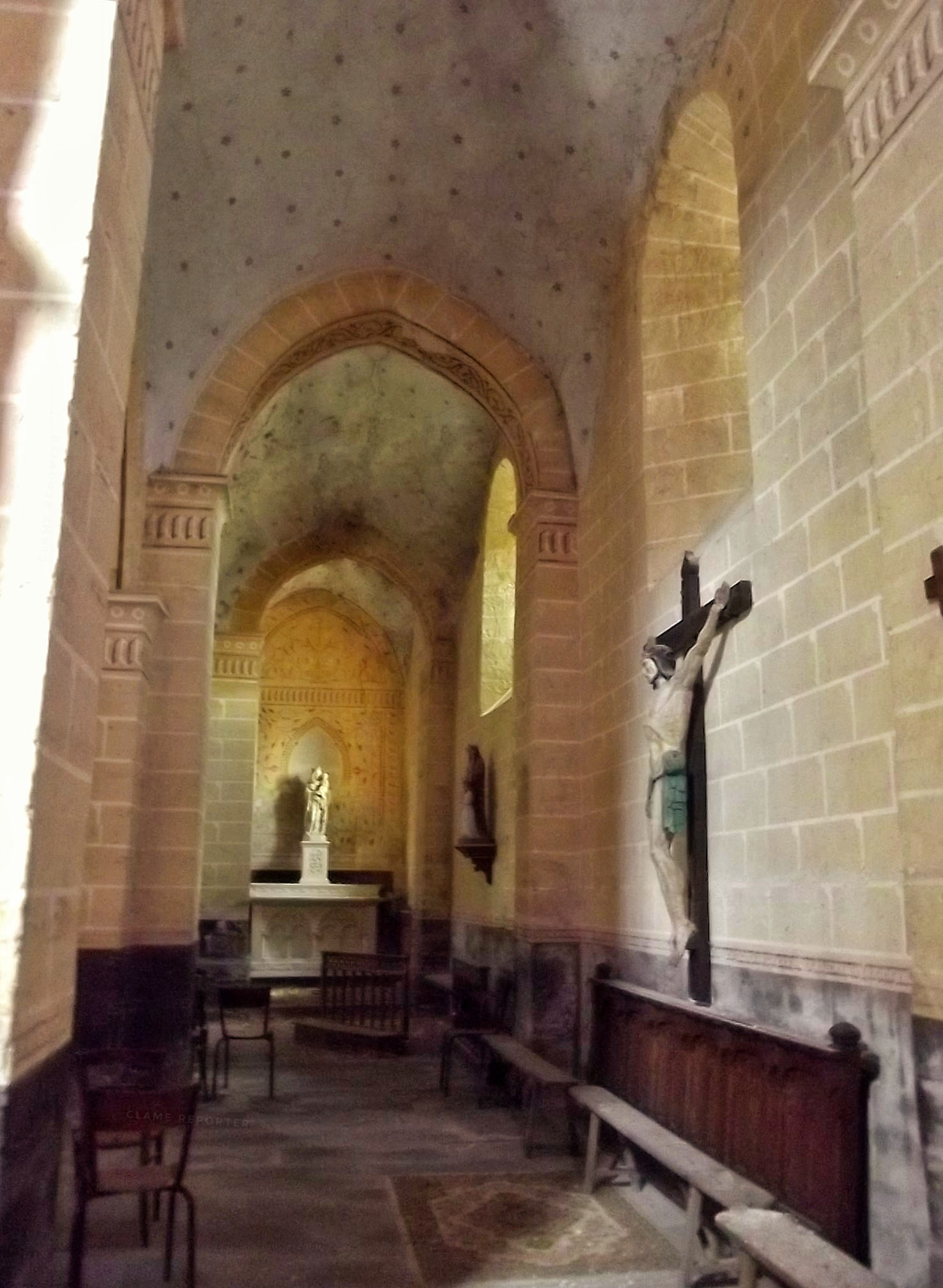
Bas-côté droit
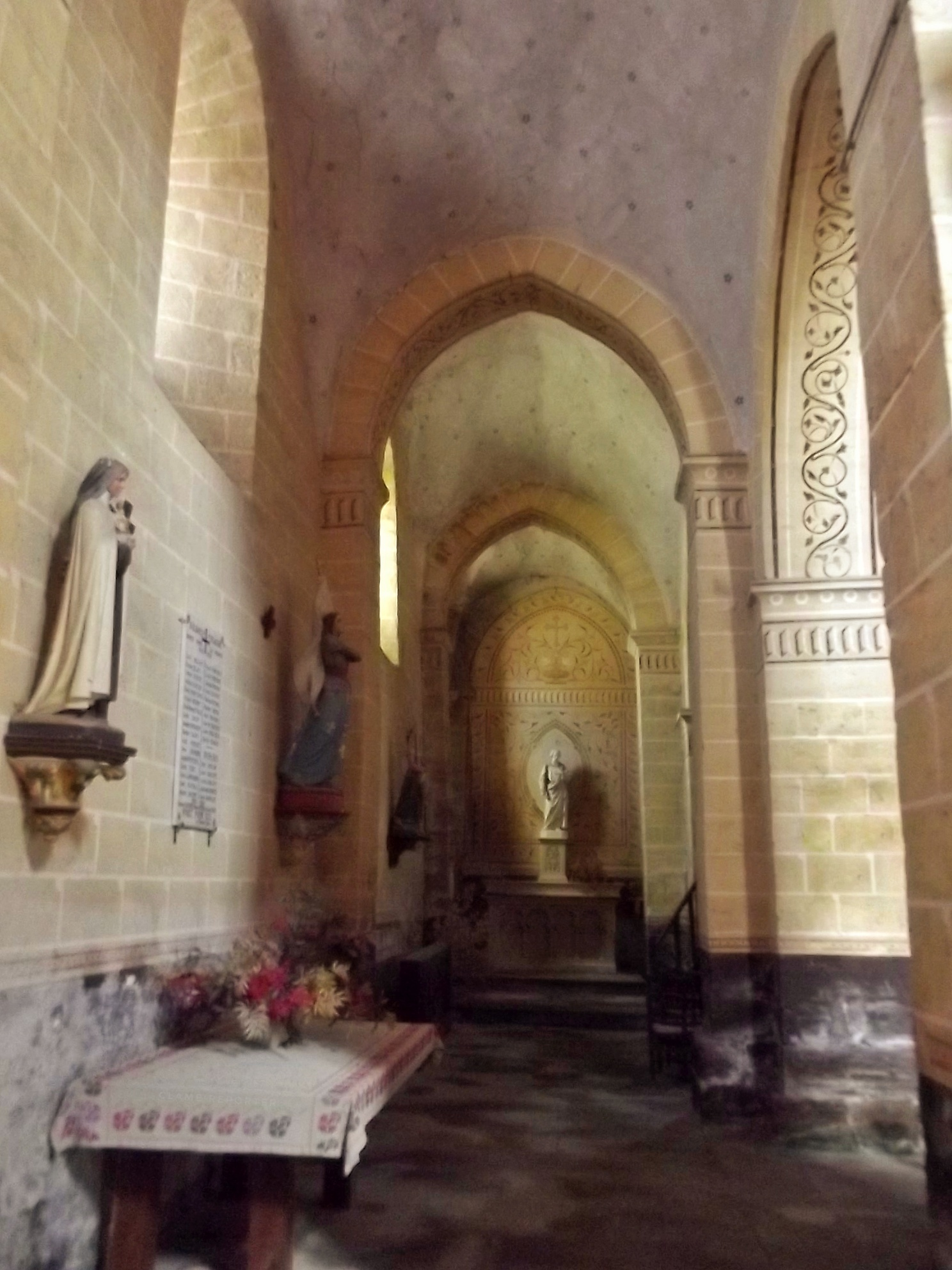
Bas-côté gauche
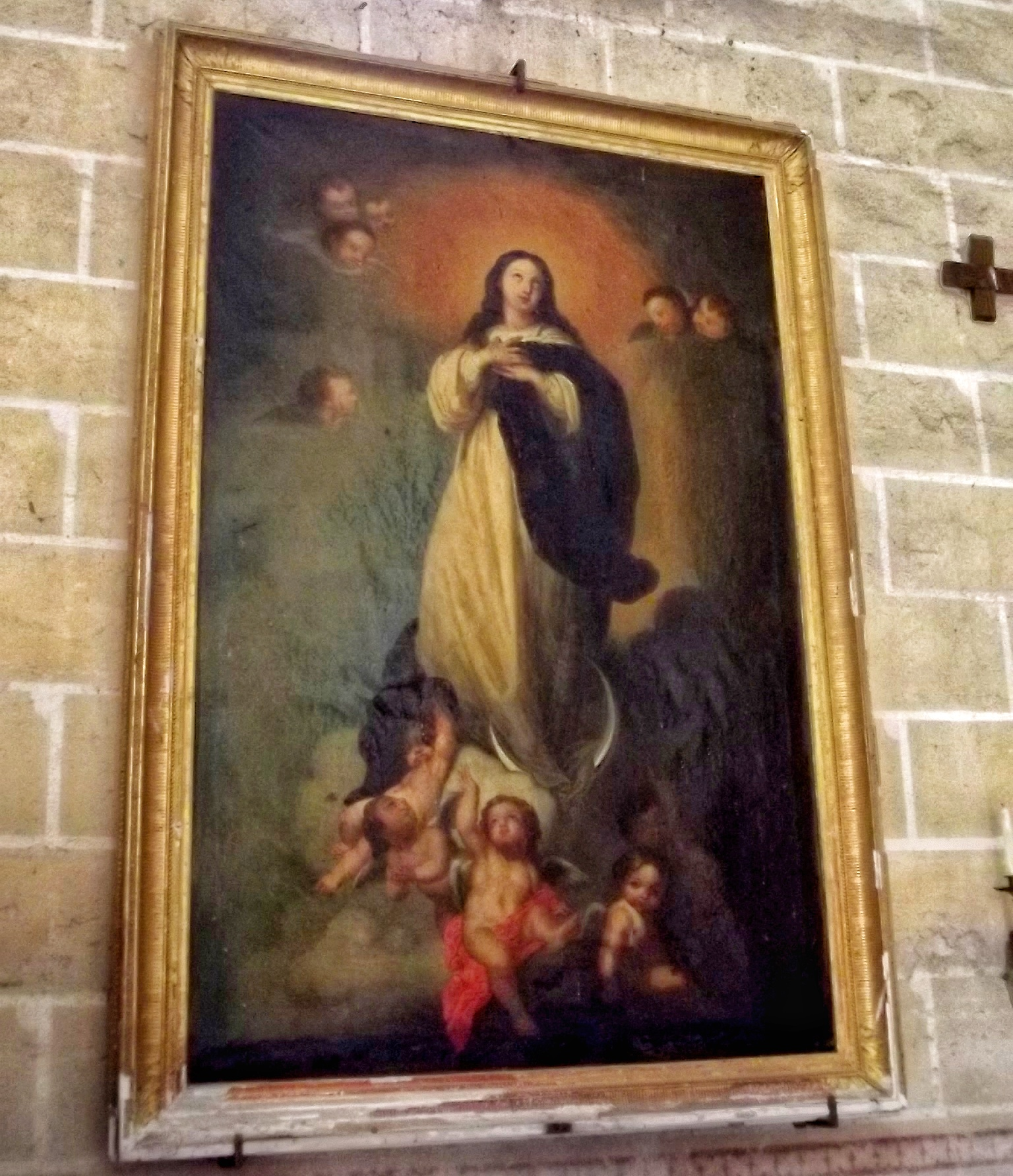
Huile sur toile de l'Assomption de la Vierge

### Légendes locales
Histoires de Loups. Au XIXe siècle, nombre de loups sauvages peuplaient encore les provinces du Bourbonnais, au cœur des forêts denses et sombres, suscitant bien souvent inquiétudes et imaginaires. Un certain nombre de récits, de légendes et de croyances liés à cet animal - appelés "histoires de loups" - parsèment les mémoires anciennes comme celles des communes. Le loup y a parfois laissé des traces indélébiles, jusqu'à même en donner son nom à des lieux-dits comme à ici avec l'étang des loups par exemple, situé en forêt de Champroux.

### Traditions et coutumes
Les femmes nettoyaient la maison, astiquaient les meubles et lavaient les rideaux noircis par la fumée.
Avant le dîner, on lavait la Chandelle de Noël faite de suif jaune et décorée de barres ou de virgules rouges et bleues. Ces dernières chandelles étaient encore achetées à une épicière du village surnommée affectueusement la "Mère Pardoux". L'allumage de cette chandelle était très important et redouté, car il se disait que si l'on ratait l'allumage, on risquait de mourir dans l'année. C'était le plus jeune de la famille qui commençait par l'allumer juste avant le repas. Puis, chacun des membres d'une famille l'allumait, la soufflait et faisait le signe de croix avant de passer la chandelle à un autre jusqu'au dernier qui la laissait allumée. C'est ainsi que du plus jeune au plus vieux on se passait la chandelle et chacun faisait le signe de croix. Cette même chandelle était utilisée quelques fois dans l'année, notamment lors des violents orages pour protéger les maisons de la foudre ou encore posée et enveloppée de soie sur la poitrine des enfants enrhumés.
On allumait dans la cheminée un feu nouveau avec de la paille et on plaçait dans la cheminée la "cosse de Noël" ou encore "bûche de noël", bûche énorme, noueuse, qui devait brûler toute la nuit. On faisait également "bletter" le tison et plus ce dernier blettait, plus les récoltes de l'année à venir seraient abondantes. Après le diner, beaucoup de gens allaient au bal, car c'était jour de fête la veille, le jour et le lendemain de Noël.
En revenant de la messe, on faisait le réveillon. On mangeait alors l'oie ou la dinde rôtie et on donnait une fourchée de foin aux bêtes. Enfin, le jour de Noël, on faisait également quelques fois tourner les roues des chariots pour éloigner les sorciers ou bien l'on tirait des coups de fusil.

### Cinéma
Quelques paysages de la commune, notamment la forêt de Champroux et les abords de l'étang Dumy, ont figuré parmi les décors de tournage du téléfilm Poil de carotte réalisé par Richard Bohringer et diffusé pour la première fois le 14 avril 2003. La majeure partie du film avait été tournée dans la commune limitrophe de Couleuvre, mais également dans la forêt de Tronçais et la campagne du bocage bourbonnais, sans oublier Moulins.

## Biodiversité
La commune de Saint-Plaisir abrite une faune et une flore diversifiées dues à ses deux forêts de chênes et sa position dans le Bocage bourbonnais.
En effet, il est possible d'observer une biodiversité notamment des oiseaux et des insectes, y compris des espèces sensibles : le Grand Capricorne, le Lucane Cerf-Volant, la Cigogne Noire, la chouette effraie, le hibou moyen-duc, le milan royal ou encore l'épervier.
Parmi les oiseaux  présents : les buses, l'hirondelle rustique, le martin-pêcheur ou bien encore le guêpier d'Europe.
On observe aussi une population d’amphibiens, et notamment de salamandres ou de divers tritons notamment sur les domaines forestiers de Champroux et Civrais. Dans ces mêmes espaces, on observe des populations de cervidés, de renards, de blaireaux et de chats forestiers ou encore de martres et de quelques putois.
Au printemps, il est possible d'observer des Grands Paons de nuit, des grillons champêtres ou des hannetons.